# Samer
Samer (picard: Samé; flamenc occidental: Sint-Wulmaars) és un municipi francès, situat al departament del Pas de Calais i a la regió dels Alts de França. El 2018 tenia 4.611 habitants.